# Copa Solheim
La Copa Solheim (en inglés: Solheim Cup) es un torneo bienal de golf que enfrenta a los equipos femeninos de jugadoras profesionales de Europa y EE. UU., y que se disputa con el mismo formato que la Copa Ryder. La iniciativa para esta competición nació de Karsten Solheim, fundador de la marca estadounidense PING, que fabrica artículos de golf.
El primer torneo se celebró en 1990 y, después, se disputó en diversos lugares los años pares hasta el 2002. Después de que se modificara el calendario de la Copa Ryder, desde 2003 se disputa en los años impares para evitar conflictos de fechas.
El torneo se disputa durante tres días con un total de veintiocho partidos: ocho foursomes, ocho fourballs y doce individuales el último día. Esto equivale exactamente al formato de la Ryder.

## Criterios para la clasificación
- Cada equipo cuenta con doce participantes.
- Para el equipo de EE. UU., se seleccionan las jugadoras según un sistema de puntuación basado en los resultados obtenidos en la LPGA Tour.
- El equipo europeo selecciona sólo siete participantes sobre la base de la Ladies European Tour (LET), en tanto que las otras cinco son escogidas entre las mejores jugadoras europeas que participan también en la LPGA Tour. Desde 2007, se eligen cinco calificadas del LET y otras cuatro según la lista mundial. Este cambio fue debido al predominio de los premios en metálico en los EE. UU.
- Además, las dos capitanas tienen «captain's picks», es decir, pueden escoger jugadoras de sus regiones respectivas según crean conveniente.

## Palmarés
| Año  | Lugar                                     | Vencedor       | Vencedor | Perdedor       | Perdedor |
| ---- | ----------------------------------------- | -------------- | -------- | -------------- | -------- |
| 2024 | Robert Trent Jones Golf Club, Gainesville | Estados Unidos | 15½      | Europa         | 12½      |
| 2023 | Finca Cortesín Golf Club, Casares         | Europa         | 14       | Estados Unidos | 14       |
| 2021 | Inverness Club, Ohio                      | Europa         | 15       | Estados Unidos | 13       |
| 2019 | Gleneagles Hotel, Escocia                 | Europa         | 14½      | Estados Unidos | 13½      |
| 2017 | Des Moines Golf and Country Club, Iowa    | Estados Unidos | 16½      | Europa         | 11½      |
| 2015 | Golf Club St. Leon-Rot, Alemania          | Estados Unidos | 14½      | Europa         | 13½      |
| 2013 | Colorado Golf Club, Colorado              | Europa         | 18       | Estados Unidos | 10       |
| 2011 | Killeen Castle Golf Resort, Irlanda       | Europa         | 15       | Estados Unidos | 13       |
| 2009 | Rich Harvest Farms, Illinois              | Estados Unidos | 16       | Europa         | 12       |
| 2007 | Halmstad Golf Club, Suecia                | Estados Unidos | 16       | Europa         | 12       |
| 2005 | Crooked Stick Golf Club, Indiana          | Estados Unidos | 15½      | Europa         | 12½      |
| 2003 | Barsebäck Golf & CC, Suecia               | Europa         | 17½      | Estados Unidos | 10½      |
| 2002 | Interlachen Country Club, Minnesota       | Estados Unidos | 15½      | Europa         | 12½      |
| 2000 | Loch Lomond Golf Club, Escocia            | Europa         | 14½      | Estados Unidos | 11½      |
| 1998 | Muirfield Village Golf Club, Ohio         | Estados Unidos | 16       | Europa         | 12       |
| 1996 | Marriott St. Pierre Hotel, Gales          | Estados Unidos | 17       | Europa         | 11       |
| 1994 | The Greenbrier, Virginia Occidental       | Estados Unidos | 13       | Europa         | 7        |
| 1992 | Dalmahoy Hotel Golf & CC, Escocia         | Europa         | 11½      | Estados Unidos | 6½       |
| 1990 | Lake Nona Golf Club, Florida              | Estados Unidos | 11½      | Europa         | 4½       |

### Resultado histórico
| Equipo         | Victorias | Derrotas |
| -------------- | --------- | -------- |
| Estados Unidos | 11        | 8        |
| Europa         | 8         | 11       |

## Golfistas destacadas
| Estados Unidos - Juli Inkster - Meg Mallon - Paula Creamer - Cristie Kerr - Dottie Pepper - Beth Daniel - Rosie Jones - Kelly Robbins - Pat Hurst | Europa - Laura Davies - Annika Sörenstam - Suzann Pettersen - Sophie Gustafson - Catriona Matthew - Helen Alfredsson - Carin Koch - Carlota Ciganda |